# Hibisc de Síria
L'hibisc de Síria, l'altea, la malva reial o l'hibiscus de Síria (Hibiscus syriacus) és un arbust o petit arbre de jardí molt comú.
És nadiu del sud-est de la Xina i va arribar a Europa al segle xvi a través de Síria.
Arriba a fer de 2 a 5 m d'alt.
Les fulles són de disposició alternada, simples, ovals o lanceolades, amb les vores dentades o ondulades.
Les flors són de simetria central (actinomorfes) de 6 a 8 cm de diàmetre, apareixen de juliol a octubre, rosades, blanques, roges i són comestibles.
El fruit és en càpsula
Hibiscus syriacus és la flor nacional de Corea del Sud.
A Barcelona és una de les espècies que es planten com a arbre d'alineació en carrers amb voreres més aviat estretes (2,5 a 3,5 m) i també en parcs.

## Varietats cultivades
- Admiral Dewey
- Agi No Sang
- Agnes
- Akagionmamori
- Akahanagasa
- Akahitoe
- Akatsukiichigo
- Alba Plena
- Albus
- Albus Plenus
- Amaranthus
- Amplissimus
- Andong
- Anemonaeflorus
- Anemoniflora
- Aphrodite
- Arang
- Ardens
- Argent Blue
- Armande
- Asadal
- Asanyo
- Baby Face
- Banner
- Beatrice
- Beijing 4-1
- Beijing 4-2
- Bicolor
- Blue Bird = Oiseau bleu
- Blue marlin
- Blue Moon
- Blue No. 1
- Blue No. 3
- Blue chiffon
- Blue satin
- Blushing Bride
- Bobu Queen
- Bonjoia
- Boule de Feu
- Boule de Neige
- Bredon Springs
- Brush satin
- Caeruleus Plenus
- Campanha
- Candy Stripe
- Carneus Plenus
- Celestial Blue
- Chaok
- Chason
- Chilbo
- Chilbo-asadal
- China chiffon
- Chini
- Chini 202
- Chinjaju
- Choaasadal
- Chorong
- Chossaran
- Choungmu
- Choungmu 2
- Choungmu 4
- Choungmu 5
- Ch'ungmu
- Chunhyang
- Cicola
- Claret Ball
- Coelestis
- Coelestis Blue
- Coelestis White
- Coeruleus
- Coeruleus Plenus
- Collie Mullens
- Compte de Flandres
- Comte de Haimont
- Comte de Hainault
- Curveiros
- Daehyangdanshim
- Daisengionmamori
- Daishihai
- Daitoksabaek
- Daitoksapaek
- Daitoksawhalip
- Daitokuji hanagasa
- Daitokujigionmamori
- Daitokujihitoe
- Deep Purple
- Diana
- Dorothy Crane
- Double Purple
- Double Red Heart
- Double White
- Dr. Uemoto
- Duc de Brabant
- Edna Frances
- Elegantissimus
- Éléonore
- Emille
- Freedom
- Friberg
- Fuiri
- Fujimusme
- Gionmamori
- Gladys Smith
- Godokhong
- Gouya
- Grandiflorus
- Grandiflorus Supreme
- Grijo
- Gussie
- Half Double Purple
- Half Double White
- Hamabo
- Hamabo ex France
- Hanagasa
- Hanaum
- Hanbit
- Hanboram
- Haneol-tanshim
- Hanil
- Hanmaum
- Hannuri
- Hanol
- Hanol-tanshim
- Hansarang
- Hanso
- Helene
- Himehanagasa
- Hinomaru
- Hitoe
- Hong-gong-jak
- Honghwarang
- Hongrang
- Hongsun
- Hong-tanshim
- Hwahong
- Hwarang
- Hyangdan
- Hyang-tanshim
- Hyup So 1
- Hyup So 2
- Hyup So 3
- Ilp'yon-tanshim
- Imjinhong
- Ishigakijima
- Jeanne d'Arc
- Kaeryangjaju No. 1
- Kaeryangjaju No. 2
- Kaeryang-tanshim
- Kakapo
- Katanojakura
- Kijibato
- Kkoppora
- Kkotmoe
- Kobata
- Kojumong
- Koki Yae
- Komidare
- Kongju 203
- Koyoro
- Kreider Blue
- Kwaneum
- Kwangharip
- Kyewolhyang
- La Veuve
- Lady Alice Stanley
- Lady Stanley
- Large White
- Lavender chiffon
- Lenny
- Leopoldii
- Liberté
- Lohengrin
- Lucy
- Luteus Plenus
- Marié de rougissement
- Marina
- Mathilde
- Mauve Queen
- May Robinson
- Meehanii
- Megapetal Red Heart
- Melrose
- Melwhite
- Mimihara
- Minerva
- Momozono
- Monozono
- Monstrosus
- Monstrous Plenus
- Monstruosus
- Morning Star
- Mujigae
- Mujin
- Murasakisaiben
- Nabora
- Naesarang
- Namwon
- Nanp'a
- Natsuzora
- Nimbora
- No. 205
- No. 21-2
- No. 21-4
- Nulsarang
- Nummoe
- Nunbora
- Oknyo
- Okson
- Okto
- Okt'okki
- Ooasadal
- Paedal
- Paekhwarip
- Paektanshim
- Paengnan
- Paeoneflorum
- Paeoniflorus
- Pamela Frances
- Parangsae
- Pastelrose
- Peaonyflora
- Perry's Purple
- Perry's Sunshine
- Pheasant Eye
- Pink Cup
- Pink Delight
- Pink flirt
- Pink Giant
- Pompon
- Pompon Rouge
- Pruniceus
- Pulcherimus
- Pulcherrima
- Pulkkot
- Pulsae
- Puniceus Plenus
- Purple CV2
- Purple Rouge
- Purple ruffle
- Purple Sky
- Purpuratus Variegatus
- Purpurea
- Purpureus Variegatus
- Pyonggang-gongju
- Pyonghwa
- Pyonghwa-Tanshim
- Pyunggasan
- Ranunculiflorus
- Red Eye Pink Ball

- Red Eye Snow Ball
- Red Heart
- Red Heart CV
- Red Heat 1
- Reddish Ball
- Reverend William Smith
- Revolta
- Robert Burns
- Rosalbane
- Rosalinda
- Roseus Plenus
- Rosie Red
- Rouge
- Roxanus
- Royal Purple
- Ruber Plena
- Ruber Semiplenus
- Rubis
- Ruby Dot
- Russian Violet
- Ryoutanzi-shiro
- Saeachim
- Saeasadal
- Saeassi
- Saebit
- Saehan
- Saeyonggwang
- Saimdang
- Sakiwake
- Salima
- Sanchonyo
- Sanchoyo
- Sangasadal
- Sangju
- Satin violet
- Satsma-shiro
- Serenade
- Shigyoku
- Shihai
- Shimsan
- Shinteayang
- Shirogionmamori
- Shiro-hanagasa
- Shiro-hitoe
- Shiro-midare
- Shirosuziiri
- Shiro-syorin
- Single Red
- Sir de Charles Breton
- Sky Blue
- Small Pink Ball
- Small Pink Cup
- Small Snow Ball
- Small Ypung Gwang
- Snow Drift
- Snow Storm
- Sogwang
- Sohohyang
- Sokobeni Yae' or 'Sokabeni-yae
- Sokwang
- Sol-tanshim
- Sonde
- Sondok
- Songy
- Sorak
- Soutan
- Souvenir de Charles Breton
- Sowol
- Speciosus
- Specious Plenus
- Suchihanagasa
- Sujubo
- Suminokura
- Suminokura-hanagasa
- Suminokura-Tachibanahanagasa
- Suminokura-yae
- Sungchon Wonhyong
- Sunjong
- Suor Angelica
- Swallow In Cup
- Tamausagi
- Tanshim
- Tosca
- Tottorihanagasa
- Totus Albus
- Tricolor
- Ultramarine "pépinière minier"
- U.S.Red
- Usu-Hitoe
- Valentine
- Variegatus
- Violaceus
- Violaceus Plenus
- Violet Ball
- Violet Clair
- Violet Clair Double
- White
- White chiffon
- White Supreme
- Wilson Busch
- Winifred Stepney
- Wolhak
- Wolsan
- Wolsan 175
- Wolsan 176
- Wonhwa
- Wonsullang
- Woodbridge
- Woods 10
- Woods 18
- Woods 19
- Woods 209
- Woods 21
- Woods 47
- Woods 48
- Woods 58
- Woods F2
- Yongkwang
- Youn Hong Wol
- Young Gwang Dwarf